# (8831) Brändström
8831 Brandstrom (1989 CO5) – planetoida z grupy pasa głównego asteroid okrążająca Słońce w ciągu 4,07 lat w średniej odległości 2,55 au. Odkryta 2 lutego 1989 roku.